# Pabellón
 (août 2011).
Si vous disposez d'ouvrages ou d'articles de référence ou si vous connaissez des sites web de qualité traitant du thème abordé ici, merci de compléter l'article en donnant les références utiles à sa vérifiabilité et en les liant à la section « Notes et références ».

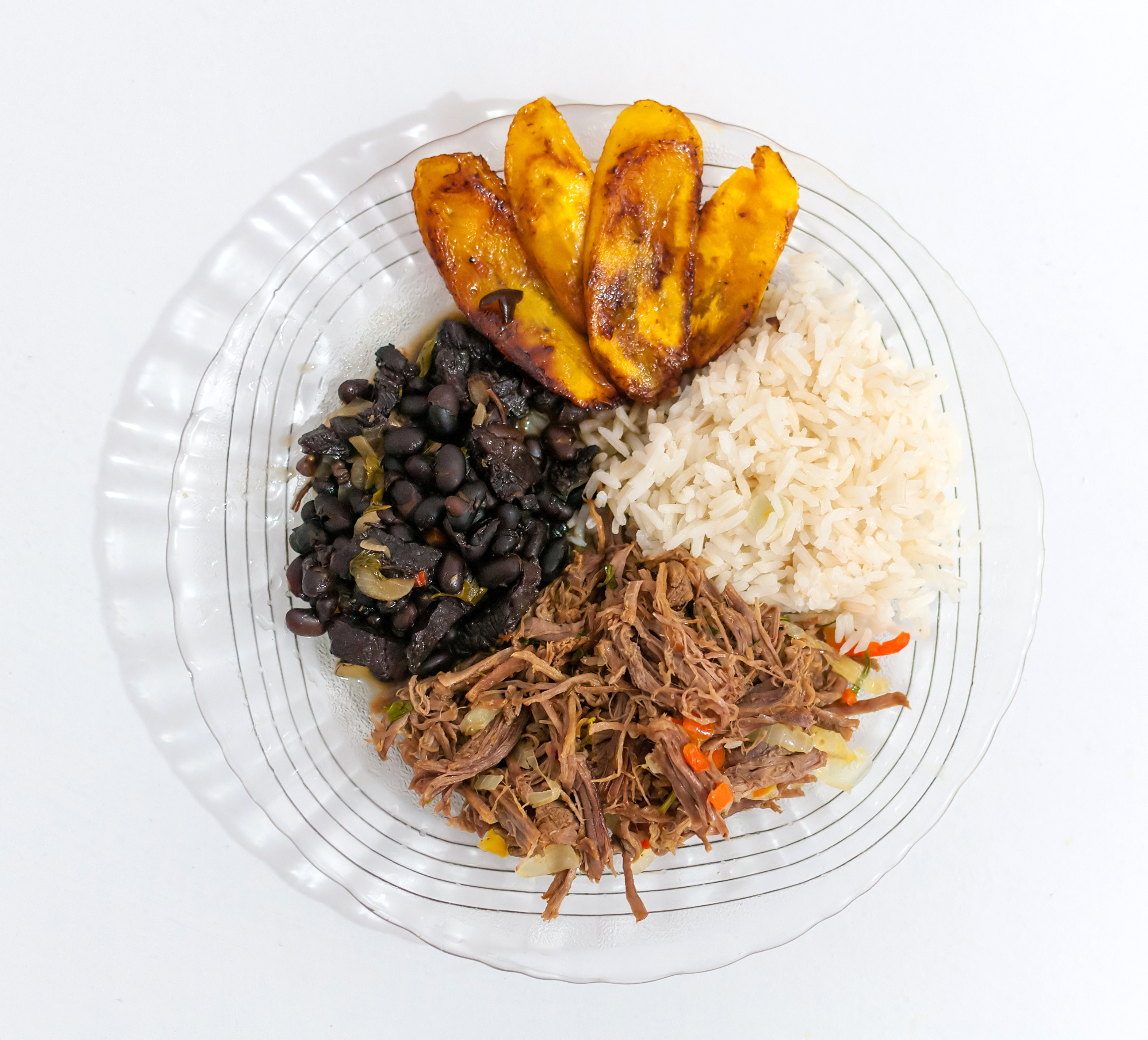
Autre présentation.

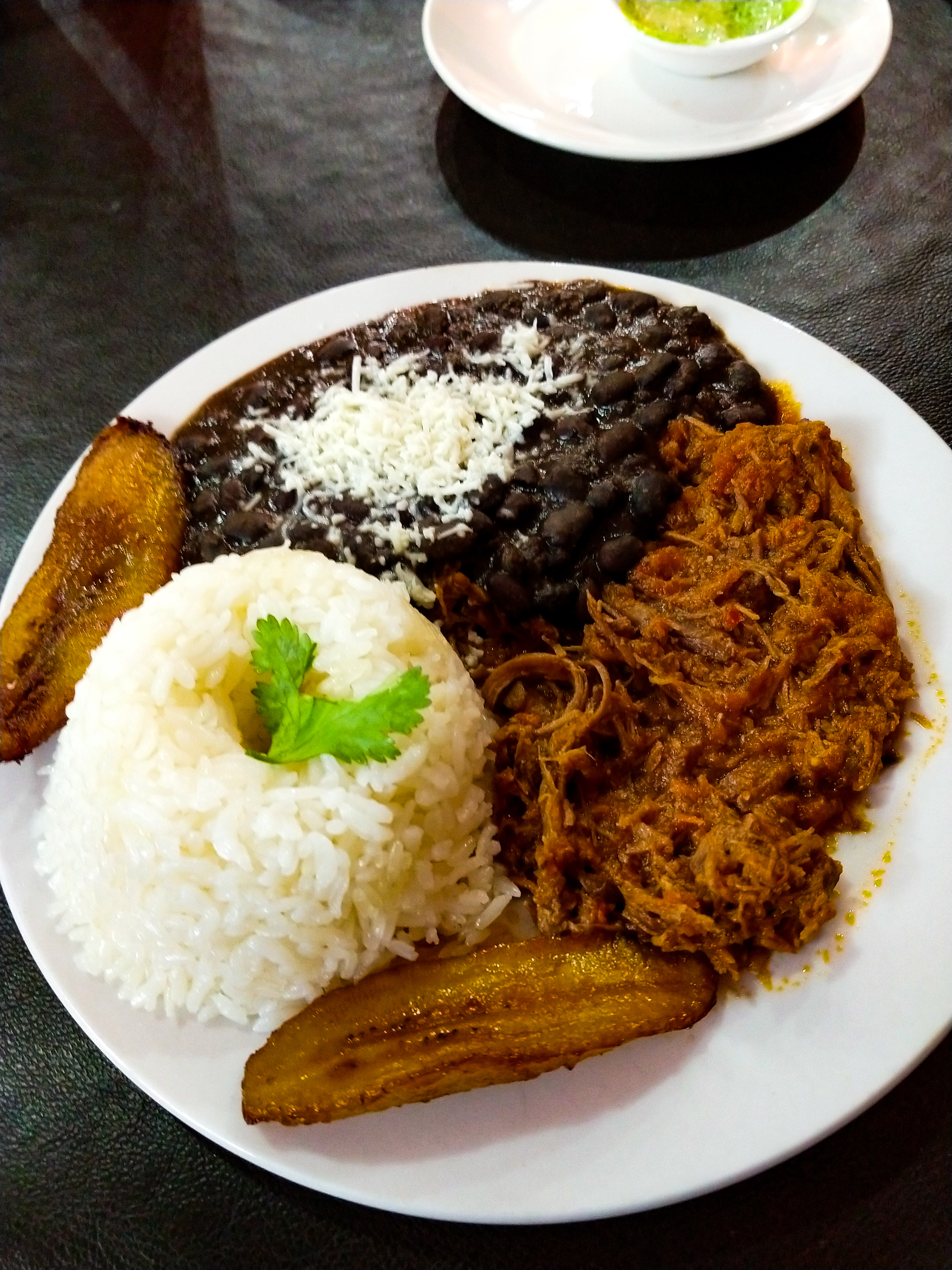
Haricots noirs avec queso râpé, viande râpée, tranches de banane plantain et riz.

Le pabellón criollo est une spécialité culinaire du Venezuela. 

## Historique
Créé lors d'un festival gastronomique au Venezuela, il tente de représenter les quatre groupes ethniques principaux traditionnels du Venezuela : les métis, les blancs, les noirs et les indigènes.

## Composition
Le pabellón criollo se compose de viande de bœuf effilochée, de riz blanc (arroz), de haricots noirs, le tout couvert de fromage (queso) et est parfois accompagné de tranches de banane plantain frites.

## Variantes
Il existe des variantes de ce plat :
- pabellón con baranda,
- pabellón a caballo,
- pabellón con arepas,
- pabellón vegetariano,
- pabellón margariteño.